# Rutáceas
As rutáceas (latim científico: Rutaceae) são uma família de plantas angiospérmicas (plantas com flor - divisão Magnoliophyta), pertencente à ordem Sapindales, com aproximadamente 150 gêneros e 2000 espécies.
São de hábito arborícula, arbustivo, subarbustivo e erva; de folhas normalmente alterna espiralada ou oposta; inflorescência solitária e frutos com mesocarpo homogêneo ou claramente heterogêneo.

## Etimologia
Sua etimologia é incerta. Possui mesma origem no francês antigo rude, inglês rue, latim ruta e talvez do grego rhyte.

## Sinonímia
- Amyridaceae  Kunth (1824)
- Aurantiaceae Durande
- Boroniaceae J. Agardh
- Cneoraceae Vest (1818)
- Correaceae J. Agardh, nom. inval.
- Cuspariaceae (DC.) Tratt.
- Dictamnaceae Vest
- Diosmaceae R. Br.
- Diplolaenaceae J. Agardh
- Flindersiaceae (Engl.) C. T. White ex Airy Shaw (1964)
- Fraxinellaceae Nees & Mart.
- Pilocarpaceae J. Agardh
- Ptaeroxylaceae J.-F.Leroy  (1960)
- Pteleaceae Kunth
- Zanthoxylaceae Bercht. & J. Presl

## Descrição

Morfologia

São de hábito arborícula, arbustivo, subarbustivo e erva, seus espinhos e acúleos apresentam geralmente substâncias triterpenóides amargas, alcalóides e compostos fenólicos, com glândulas pelúcidas contendo óleos aromáticos.

### Folhas
De filotaxia alterna e espiralada ou oposta, raramente é verticilada, normalmente pinado-composta ou reduzidas e trifolialadas ou unifolialadas. Em algumas ocasiões, palmado-composta, folíolos com glândulas pelúcidas, principalmente perto da margem. Sua venação mostra-se peninérvea, e estípulas ausentes.

### Flores
Inflorescência solitária, reduzida a uma flor, terminal e axilar, são radiais, podendo ser unissexual ou bissexual. Flores dispostas em 4 ou 5 pétalas, livres a levemente conatas na base. Pétalas em mesma quantidade, às vezes totalmente conatas. Apresentam de 8 a 10 estames, podem ser numerosos, normalmente os filetes são livres, mas podem ser conatos, glabros ou pubescentes; 3 a 6 grãos de pólen colpados em sua maioria. Possui 4, 5 ou muitos carpelos, geralmente com um único estilete ou totalmente conatos, há casos de ovário livres. Ovário súpero, de placentação axial, diversidade de estigmas. Podem ter um ovário, ou muitos por lóculo. Dispõe de disco nectarífero dentro do estame.

### Frutos
Seus frutos apresentam mesocarpo homogêneo ou claramente heterogêneo, com casca e coriácea bem definidos, com ou sem compartimentos e polpa derivada da parede do ovário ou de pelos multicelulares preenchidos com suco; o embrião é reto e curvo; presença ou não de endosperma.

## Adaptações/Caracteres Evolutivos

polinização por abelhas

Suas flores são vistosas, odoríferas e nectaríferas, fazendo de seus principais polinizadores insetos, principalmente abelhas e moscas. São alógamas, o que significa que são unissexuais ou que o estigma e o estame amadurecem em períodos diferentes em caso de serem bissexuais. Porém, a autopolinização também ocorre. Zanthoxylum, Murraya, Poncirus e Citrus são exemplos de gêneros nos quais a reprodução assexuada ou agamospermia pode ocorrer. Também há presença de dispersores em sua reprodução, as aves e os mamíferos são responsáveis pela dispersão dos frutos carnosos. O vento também dispersa as sâmaras das Ptelea. As plantas do gênero Zanthoxylum, apresentam folículos especializados com sementes de cor diferente da parede do fruto, facilitando a ação dispersora das aves.

## Reprodução
Em sua maioria, a reprodução ocorre sexuadamente, e são polinizadas principalmente por insetos, ocorrendo aves também. No entanto, também pode ocorrer a apomixia ou agamospermia, método reprodutivo que consiste em produzir sementes sem fertilização, a partir de tecidos do óvulo ou do saco embrionário.

## Importância Econômica

Produção de laranjas, o Brasil é o maior exportador no mercado de sucos

Os gêneros de maior importância dessa famílias são a Ruta (com a Arruda, erva bastante conhecida e difundida na cultura popular), Zanthoxylum (Prancha), Fortunella (Kunquat), Casimiroa (sapote branco) e principalmente Citrus.
Citrus compreende o gênero das citrinas que, representam, mais conhecidamente, a laranja (Citrus sinensis), a tangerina (Citrus reticulata e Citrus deliciosa), o limão (Citrus limon), Lima-do-tahiti (Citrus latifolia), galego (Citrus aurantiifolia), Lima-da-pérsia (Citrus limettioides), pomelo (Citrus paradisi), cidra (Citrus medica), Laranja-azeda (Citrus aurantium) e toranja (Citrus grandis).
Há ainda, espécies que produzem madeira de ótima qualidade, como pro exemplo o pau-marfim (Balfourodendron riedelianum) e o guarantã (Esenbeckia leiocarpa). E espécies de Pilocarpus, comumente chamada de jaborandi, fornecem o alcaloide pilocarpina, que é utilizado em doenças oftálmicas.

## Conservação
De acordo com a Lista Oficial das Espécies da Flora Brasileira Ameaçadas de Extinção  de 2008, no Brasil, há 10 espécies rutaceas ameaçadas de extinção, a Almeidea coerulea, Conchocarpus bellus, Euxylophora paraensis, Metrodorea maracasana, Pilocarpus alatus, Nycticalanthus speciosus, Pilocarpus alatus, Pilocarpus jaborandi, Pilocarpus microphyllus, Pilocarpus trachylophus e Raulinoa echinata. As principais causas para o estado de extinção das espécies é em sua maioria a extração de madeira e extrativismo de matéria prima.
Talvez o caso da P. microphyllus  ou jaborandi seja o mais conhecido, devido ao uso na oftalmologia. O alcaloide utilizado na área médica citada é a pilocarpina, presente nas folhas do jaborandi. O mercado da pilocarpina se expandiu, e o extrativismo cresceu descontroladamente, o que gerou uma forte ameaça de esgotamento de populações naturais da espécie.

## Potencial Ornamental
Uma espécie conhecida por seu potencial ornamental é a falsa-murta (Murraya paniculata), de hábito arbustivo, é amplamente utilizada como cerca-viva ou árvore de pequeno porte para decoração, torna-se ideal para arborização urbana por não haver contato com fios da alta tensão ou danificar calçadas.

## Géneros
- Achuaria (Gereau)
- Acmadenia (Bartl. & H.L.Wendl.)
- Acradenia (Kippist)
- Acronychia (J.R.Forst. & G.Forst - Lemon Aspen, et al.)
- Adenandra (Willd.)
- Adiscanthus (Ducke)
- Aegle (Correa - Bael)
- Aeglopsis (Swingle)
- Afraegle ((Swingle) Engl.)
- Agathosma (Willd.)
- Almeidea (A.St.-Hil.)
- Amyris (P.Browne - West Indian Sandalwood)
- Angostura (Roem. & Schult.)
- Apocaulon (R.S.Cowan)
- Araliopsis (Engl.)
- Asterolasia (F.Muell.)
- Atalantia (Correa)
- Balfourodendron (Corr.Mello ex Oliv.)
- Balsamocitrus (Stapf)
- Boenninghausenia (Rchb. ex Meisn. )
- Boninia (Planch.)
- Boronella (Baill.)
- Boronia (Sm.)
- Bosistoa (F.Muell  - Bonewoods)
- Bouchardatia (Baill.)
- Brombya (F.Muell.)
- Burkillanthus (Swingle)
- Calodendrum (Thunb.)
- Casimiroa (La Llave)
- Chloroxylon (DC Ceylon Satinwood)
- Choisya (Kunth - Mexican orange)
- Chorilaena (Endl. )
- Citropsis ((Engl.) Swingle & M.Kellerm - African orange cherry)
- Citrus (L. - Citrus)
- Clausena (Burm.f. )
- Clymenia (Swingle )
- Cneoridium (Hook.f. )
- Cneorum (L. (formerly in Cneoraceae)
- Coleonema (Bartl. & H.L.Wendl. - Breath of Heaven)
- Comptonella (Baker f.)
- Coombea (P.Royen )
- Correa (Andrews )
- Crowea (Sm. )
- Cyanothamnus (Lindl.)
- Decagonocarpus (Engl. )
- Decatropis (Hook.f. )
- Decazyx (Pittier & S.F.Blake )
- Dendrosma (Pancher & Sebert )
- Dictamnus (L. - Burning-bush)
- Dictyoloma (A.Juss. )
- Diosma (L. )
- Diphasia (Pierre )
- Diphasiopsis (Mendonca )
- Diplolaena (R.Br. )
- Drummondita (Harv.)
- Dutaillyea (Baill.)
- Echinocitrus (Tanaka )
- Empleuridium (Sond. & Harv.
- Empleurum (Aiton )
- Eremocitrus (Swingle )
- Eriostemon (Sm. )
- Erythrochiton (Nees & Mart. )
- Esenbeckia (Kunth )
- Euchaetis (Bartl. & H.L.Wendl. )
- Euodia (J.R.Forst. & G.Forst. )
- Euxylophora (Huber )
- Evodiella (Linden)
- Fagaropsis (Mildbr. ex Siebenl. )
- Feroniella (Swingle )
- Flindersia (RBr.  Crow Ash, Cudgerie)
- Fortunella (Swingle - Kumquat)
- Galipea (Aubl. )
- Geijera (Schott - Wilga, Axebreakers)
- Geleznowia (Turcz. )
- Glycosmis (Correa )
- Halfordia (F.Muell. )
- Haplophyllum (A.Juss. )
- Helietta (Tul. )
- Hortia (Vand. )
- Ivodea (Capuron )
- Kodalyodendron (Borhidi & Acuna )
- Leionema ((F.Muell.) Paul G.Wilson.)
- Leptothyrsa (Hook.f. )
- Limnocitrus (Swingle )
- Limonia (L. )
- Lubaria (Pittier )
- Lunasia (Blanco )
- Luvunga (Buch.-Ham. ex Wight & Arn.)
- Maclurodendron (T.G.Hartley )
- Macrostylis[desambiguação necessária] Bartl. & H.L.Wendl. )
- Medicosma (Hook.f. )
- Megastigma (Hook.f. )
- Melicope (J.R.Forst. & G.Forst - Corkwood, Alani)
- Merope (M.Roem. )
- Merrillia (Swingle )
- Metrodorea (A.St.-Hil. )
- Microcitrus (Swingle )
- Microcybe (Turcz. )
- Micromelum (Blume )
- Monanthocitrus (Tanaka)
- Monnieria (Loefl.)
- Muiriantha (C.A.Gardner)
- Murraya (L. - Curry tree)
- Myrtopsis (Engl.)
- Naringi (Adans. )
- Naudinia (Planch. & Linden)
- Nematolepis (Turcz. )
- Neobyrnesia (J.A.Armstr. )
- Neoschmidia (T.G. Hartley, gen. nov.)
- Nycticalanthus (Ducke )
- Oricia (Pierre )
- Oriciopsis (Engl. )
- Orixa (Thunb. )
- Oxanthera (Montrouz.)
- Pamburus (Swingle )
- Paramignya (Wight )
- Peltostigma (Walp. )
- Pentaceras (Hook.f. )
- Phebalium (Vent. )
- Phellodendron (Rupr. - Cork-tree)
- Philotheca (Rudge )
- Phyllosma (Bolus )
- Pilocarpus (Vahl )
- Pitavia (Molina )
- Platydesma (H.Mann )
- Pleiospermium ((Engl.) Swingle
- Plethadenia (Urb. )
- Polyaster (Hook.f. )
- Poncirus (Raf. - Trifoliate orange)
- Psilopeganum (Hemsl. )
- Ptelea (L. - Hoptree)
- Raputia (Aubl. )
- Rauia (Nees & Mart. )
- Raulinoa (R.S.Cowan )
- Ravenia (Vell. )
- Raveniopsis (Gleason )
- Rhadinothamnus (Paul G.Wilson )
- Ruta (L. - Rue)
- Rutaneblina (Steyerm. & Luteyn)
- Sarcomelicope (Engl. )
- Severinia (Ten. )
- Sheilanthera (I.Williams )
- Skimmia (Thunb. - Skimmia)
- Spathelia (L. )
- Spiranthera (A.St.-Hil. )
- Stauranthus (Liebm. )
- Swinglea (Merr. )
- Teclea (Delile )
- Tetractomia (Hook.f. )
- Tetradium (Lour. - Euodia)
- Thamnosma (Torr. & Frem. )
- Ticorea (Aubl. )
- Toddalia (Juss. )
- Toddaliopsis (Engl. )
- Tractocopevodia (Raizada & V.Naray. )
- Triphasia (Lour.)
- Urocarpus (J.Drumm. ex Harv.
- Vepris (Comm. ex A.Juss. )
- Wenzelia (Merr. )
- Zanthoxylum (L. - Toothache tree)
- Zieria (Sm)

- Na classificação taxonômica de Jussieu (1789), Rutaceae é o nome de uma ordem botânica da classe Dicotyledones, Monoclinae (flores hermafroditas ), Polypetalae ( corola com duas ou mais pétalas) e estames hipogínicos (quando os estames estão inseridos abaixo do nível do ovário). A ordem no Sistema de Jussieu apresenta 11 gêneros.

## No Brasil
No Brasil há cerca de 32 gêneros e 200 espécies. Amplamente distribuídas e existentes em todas as regiões brasileiras, as rutáceas são mais habitualmente conhecidas por espécies do gênero Citrus, vulgarmente conhecido como citrinos, representado pelas frutas cítricas (laranja, tangerina, toranja, limão), que é um poderoso objeto comercial, arrecadando bilhões de dólares com o mercado de sucos. Outros gêneros também são conhecidos, como a Ruta e Pilocarpus. O primeiro representado pelo arruda, planta com forte aroma e bem conhecida da cultura popular, pois lhe atribuem o poder de espantar mau-olhado. O segundo pelo jaborandi, da qual é extraída a pilocarpina utilizada na oftalmologia.
No Brasil, a produção de frutas cítricas chega às 19 milhões de toneladas, sendo o país que mais exporta suco concentrado de laranja e derivados, arrecadando até 1500 milhões de dólares. Na área rural, tamanha atividade gera empregos direta e indiretamente. O caule das plantas pode ser utilizado como lenha, além de algumas espécies serem amplamente utilizadas na produção de matéria-prima para a indústria farmacêutica.

### Distribuição Geográfica
Distribuição geral: Regiões tropicais e subtropicais.

Distribuição brasileira: Distribui-se amplamente em todas as regiões brasileiras, em praticamente todos os estados.
- Norte: Acre, Amazonas, Amapá, Pará, Rondônia, Roraima, Tocantins
- Nordeste: Alagoas, Bahia, Ceará, Maranhão, Paraíba, Pernambuco, Piauí, Rio Grande do Norte, Sergipe
- Centro-Oeste: Distrito Federal, Goiás, Mato Grosso do Sul, Mato Grosso
- Sudeste: Espírito Santo, Minas Gerais, Rio de Janeiro, São Paulo
- Sul: Paraná, Rio Grande do Sul, Santa Catarina

Seus biomas são Amazônia, Caatinga, Cerrado, Mata Atlântica, Pampas e Pantanal.